# Seznam proboštů Kolegiátní kapituly u svatého Mořice v Kroměříži
Seznam proboštů Kolegiátní kapituly u svatého Mořice v Kroměříži uvádí probošty kroměřížské kapituly od jejího vzniku v roce 1262:
- 1263 Arnoldus
- 1264–1267 Haydolphus; zároveň archidiakonem; zemřel 9. března 1267
- okolo roku 1270 Albertus
- 1284–1287 Petrus; též proboštem vyšehradským
- Mikuláš I. (žil v roce 1334)
- 1337–1341 Ortivin
- 1341 Bedřich ze Sule; Dr. Dekretů, daroval své knihy Cisterciákům ve Vizovicích
- 1351–1353 Mikuláš II.
- 1368–1390 Albertus II.; předseda biskupské komory
- 1394–1418 Čeněk z Lipé
- 1420–1430 Petr z Račic (1430 se stal olomouckým kanovníkem)
- 1434–1448 Jan; byl též kanovníkem brněnským a nejvyšším písařem zemským
- 1474–1482 Ondřej z Jamnic; JUDr., kanovník olomoucký a brněnský
- 1499–1506 Tomáš
- kolem roku 1510 Bernard Zoubek ze Zdětína
- 1515 Václav
- 1559–1565 Vilém Prusinovský z Víckova; zároveň probošt v Brně a Litoměřicích, od r. 1565 biskup olomoucký
- 1565–1570 Florián Machonius; olomoucký kanovník
- 1570–1580 Martin Schmolcer; olomoucký arcijáhen
- 1580–1587 Ekard ze Schwoben; olomoucký kanovník a velehradský opat
- 1587–1591 Albert Kozubius (1591 se stal olomouckým a brněnským kanovníkem)
- 1591–1600 Zachariáš Seemüller (1600 nastoupil do Olomouce a byl správcem všech biskupských statků)
- 1600–1609 Benedikt Knauer ze Svitav proboštem od r. 1600, též olomoucký a brněnský kanovník. Zemřel 29. dubna 1609.
- 1608-1612 Jan Křtitel Civalli, i olomoucký světící biskup
- 1612–1624 Vavřinec Zwettler
- 1624–1626 Ondřej Orlík z Laziska
- 1626–1629 Jan Křtitel Spillmann; olomoucký kanovník
- 1629–1640 Jan Luthner; zároveň farářem v Hulíně a Těšňovicích
- 1640–1643/1645 Václav Mikuláš Humpolecký z Rybenska
- 1646–1654 Stanislav Vojtěchovský
- 1654–1674 Dominik Seraglia de Contis; později olomoucký kanovník
- 1674–1691 Jiří Bedřich Salburg; olomoucký arcijáhen
- 1691–1695 František Josef hrabě z Lichtensteinu; kanovník olomoucký a solnohradský
- 1695–1701 Jan Felix Želecký, svobodný pán z Počenic; pak olomoucký arcijáhen
- 1701–1729 Otto Honorius hrabě z Egkhu a Hungersbachu; odešel pak do Olomouce, kde byl scholastikem a světícím biskupem
- 1729–1760 Leopold Bedřich hrabě z Egkhu a Hungersbachu; Scholastik, kapitulní děkan, generální vikář a od r. 1758 olomoucký kníže biskup; podržel si proboštství až do své smrti v r. 1760; založil dva kanonikáty a dva nové vikariáty. Je pohřben v kapli Panny Marie ve zdejším  kolegiálním kostele u svatého Mořice.
- 1760–1761 Jeroným hrabě Colloredo-Waldsee; pak jmenován arcibiskupem Solnohradským
- 1766–1776 Antonín Theodor hrabě Colloredo-Waldsee
- 1783–1786 Alois hrabě Kolovrat-Krakovský; 1786 rezignoval na úřad, neboť nechtěl být zároveň farářem
- 1786–1795 Maria Waichard Trauttmansdorff; první farář, děkan a arcikněz, když byla ke kolegiátnímu kostelu přidělana duchovní správa; odešel do Olomouce, kde byl kapitulním děkanem a generálním vikářem. Zemřel v r. 1842.
- 1795–1805 František Josef hrabě Coreth; odešel do Olomouce jako kanovník
- 1805–1812 Antonín Butz z Rollsbergu; odešel do Olomouce, kde byl pak prelátem
- 1812–1813 Antonín hrabě Inzaghi; zemřel v Kroměříži
- 1814–1824 Jan Křtitel Peteani ze Steinbergu
- 1824–1827 Ludvík Rauber
- 1828–1833 Rudolf von Thyssebaert
- 1833–1838 Vilém Schneeburg; pak proboštem na dómě v Olomouci; za něho shořel v r. 1836 kostel sv. Mořice
- 1838–1843 Petr Mattencloit
- 1843–1849 Bedřich lantkrabě Fürstenberg
- 1849–1853 Vincenc Konopka; pak arcijáhnem na dómě v Olomouci
- 1853–1868 Jan Henniger z Ebergu; po něm proboštství neobsazeno, protože nebylo kanovníků olomouckých in herbis (čekatelů)-šlechticů. Po upravení otázky Olomoucké kapituly byl první nerezidenční kanovník proboštem kroměřížským.

- 1881–1889 Adam Potulicki; rodem Polák, přiučil se česky; úřadoval jako arcikněz, děkan a farář
- 1890–1893 Jan Weinlich (1831, Vorlička v Čechách – 24. 12. 1905, Olomouc); byl ceremoniářem, arciknězem v Mohelnici. Nerezidenční kanovník, jako probošt byl velmi oblíben. Odešel do Olomouce, kde byl generálním vikářem a proboštem, později světícím biskupem.
- 1895–1898 Josef Grimenstein; odešel do Olomouce; musel rezignovat a odstěhoval se do Villachu
- 1889–1899 Lev, svobodný pán Skrbenský z Hříště
- 1900–1905 Karel Hohenlohe-Langenburg; JUDr., odešel do Olomouce, kde náhle zemřel bez testamentu
- 1906–1908 Zikmund Václav Halka-Ledóchowski; pak sídelním kanovníkem v Olomouci; byl v Kroměříži velmi oblíben pro svou milou povahu i pro svou činnost. Byl činný v duchovní správě i ve spolkovém životě. Pro zásluhy ve spolkovém životě byl jmenován čestným členem Katolicko-politické jednoty v Kroměříži.
- 1908–1917 Antonín Cyril Stojan
- 1920–1932 František Valoušek; též senátorem čsl. republiky; zemřel na dvě léta trvající těžkou srdeční chorobu 14. 3. 1932, pohřben na Svatém Hostýně.
- 1934–1935 Eduard Kavan (13. 10. 1875, Vřesovice – 30. 7. 1935), pohřben na Svatém Hostýně
- 1936–1967 František Kutal (5.5.1882, Měrovice u Kojetína – 8.5.1967) v r. 1940 byl jmenován apoštolským protonotářem; pohřben za velké účasti věřících, zástupců kapitul a veřejných činitelů na hřbitově v Kroměříži.
- 1975–1991 Vojtěch Král; narozen 23.4.1902 v Opatovicích u Hranic, zemřel 1. 10. 1991 v kněžském domově v Moravci, pochován v rodišti
- 1997–2011 Josef Říha (jmenován 15.3.1997); narozen 29.9.1956 v Novém Jičíně; od r. 1982 kaplanem u sv. Mořice v Kroměříži, od r. 1990 farářem
- 2011 - dosud Josef Lambor (jmenován 1.7.2011); narozen 26.11.1955 ve Zlíně; zároveň je farářem u sv. Mořice v Kroměříži